# Sala hipóstila (Delos)
La Sala hipóstila o Estoa de Poseidón era un antiguo edificio público de la isla de Delos, en Grecia. Sus ruinas forman parte del yacimiento arqueológico de Delos, declarado Patrimonio de la Humanidad por la Unesco.

Fue construida en el período helenístico alrededor del 210-200 a. C.. Estaba situada en el lado noroeste del santuario de Apolo y Artemisa en Delos, cerca del Ágora de Teofrasto.
El edificio era, como su nombre indica, una gran sala con un tejado sostenido desde el interior por numerosas columnas. Medía unos 56,4 m de largo y 34,3 m de ancho. En el lado sur, el edificio estaba casi totalmente abierto, con 15 columnas dóricas en la fachada, pero con acanaladuras similares a las del estilo jónico. En el interior del edificio había 44 columnas. Las columnas estaban dispuestas en filas de 5 x 9 columnas, omitiendo la columna central de la fila central. Las 24 columnas del perímetro exterior eran dóricas y las 20 interiores, jónicas. El tejado del edificio era de tejado a cuatro aguas, por lo que las columnas del perímetro exterior eran más altas que las de la fachada y las del medio eran más altas que las del perímetro exterior.